# Circuit de la Riviera
Le Circuit de la Riviera est un Grand Prix de début de saison pour Formula libre et autres voitures de course sur la Riviera, organisé à deux reprises au nord-est de Cannes dans les faubourgs et collines de Super-Cannes à la fin des années 1920, par l'Automobile Club de Cannes (Président G. Gallice) et monsieur Gondamin, le président de la Commission sportive de cet AC, avec le soutien du Comité sportif de l'Automobile Club de Nice (ainsi que de l'Éclaireur de Nice et du Petit Niçois). Il fait suite aux trois années du Circuit des Gattières.

## Histoire
Il s'organise sur l'ancienne Montée de Super-Cannes.
Disputé au début du mois d'avril sur un circuit de 3.4 kilomètres vallonné et à la trentaine de courbes, avec six (puis cinq) courses préliminaires éliminatoires de diverses catégories et classes avant une grande finale, 10 tours sont à accomplir, soit 34 kilomètres. Le départ a lieu sur le Grand Boulevard de Super-Cannes, puis les manches et finales se disputent dans un sens anti-horaire en empruntant le Boulevard Saint-Antoine, puis le Boulevard Beau-Soleil, avant un retour sur le Grand Boulevard de Super-Cannes. La deuxième course ou Prix de la Riviera est remportée par Pierre Bussienne sur SportsCar Sizaire de plus de 1,5 l et la quatrième par Bret devant Chiron, sur monoplace de plus de 1,5 l.
Avant la finale de 1928, le monégasque Louis Chiron gagne à l'issue de la première course sur trois tours le Grand Prix de la Côte d'Azur avec sa Bugatti, accompli devant 10 000 spectateurs dans le décompte duquel sont aussi repris les résultats des coureurs aux côtes de Nice-La Turbie (gagnée par Chiron) et du Mont Agel (gagnée par Lorthiois). Ce trophée est, décerné par les Automobile Clubs de Nice, Monaco et Cannes.
En 1929, l'événement pour attirer les meilleurs pilote s'inscrit quelques jours seulement après le Grand Prix d'Antibes, et juste avant le premier Grand Prix de Monaco. Edward Bret s'impose en préliminaire lors de la cinquième des courses qualificatives, réservée aux monoplaces de plus de 1,5 l. Louis Chiron est absent cette année-là, car il dispute alors les 500 miles d'Indianapolis (où il termine septième).
La configuration du circuit le rend extrêmement lent (67  à   68 km/h de moyenne pour le meilleur, annuellement), empêchant de fait presque tout dépassement, par manque d'accélérations.

## Palmarès

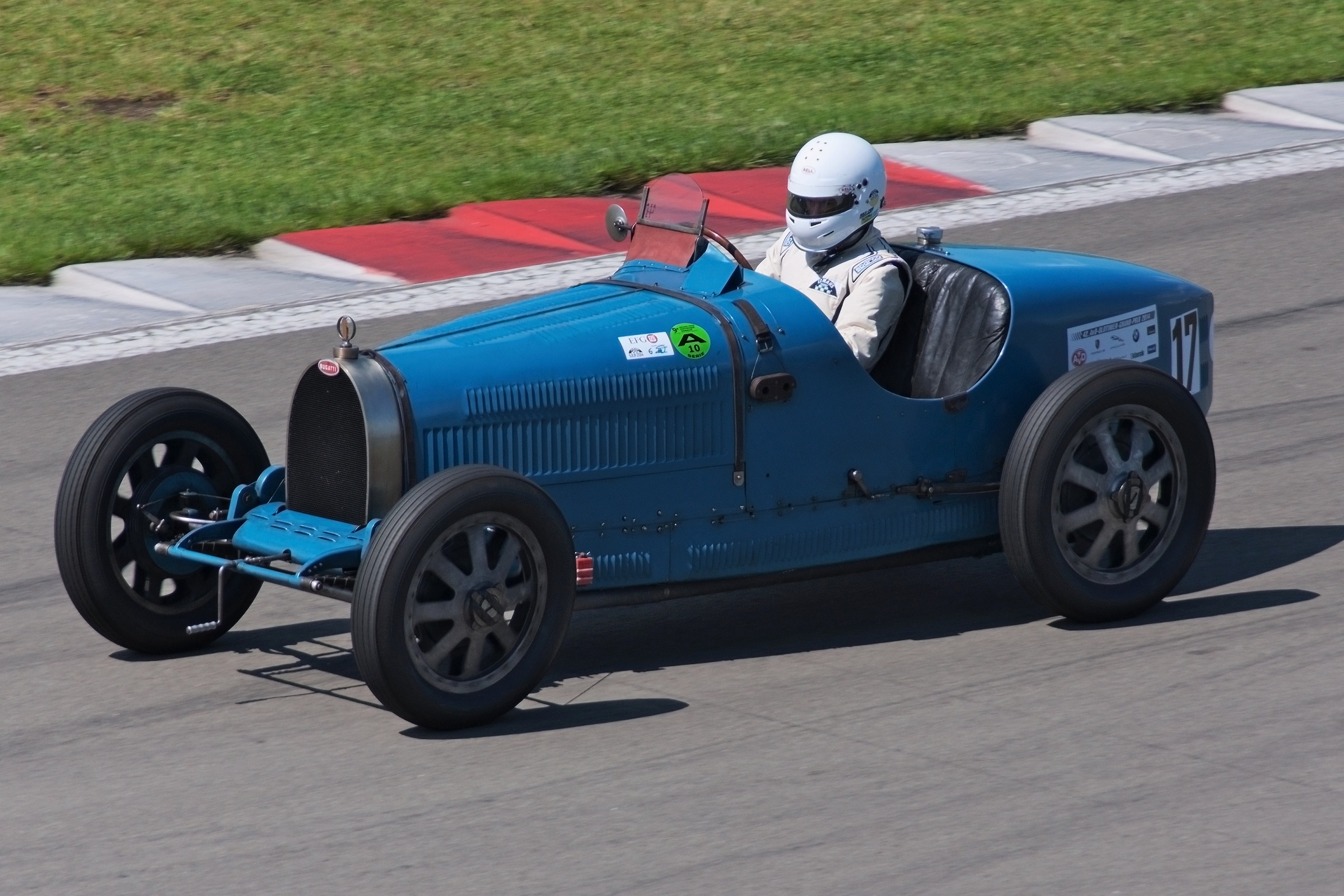
Une Bugatti Type 35C.

| Année | Vainqueur    | Voiture          |
| ----- | ------------ | ---------------- |
| 1928  | Louis Chiron | Bugatti Type 35C |
| 1929  | Edward Bret  | Bugatti Type 35C |